# David Allison
David Allison (1873 – po roce 1901) byl anglický fotbalista francouzského původu, který hrál jako útočník.

## Klubová kariéra
V roce 1899 byl Allison jedním ze zakladatelů italského klubu AC Milán, byl prvním kapitánem klubu. Allison je také považován za prvního střelce v historii klubu, když vstřelil úvodní gól Milána proti Mediolanum v semifinále Medaglia del Re dne 11. března 1900. Byl také nejlepším střelcem sezóny se dvěma góly, druhý vstřelil ve finále turnaje. V další sezóně vyhrál mistrovství Itálie a podruhé Medaglia del Re.

## Úspěchy

### Klubové
Milán
- Italské fotbalové mistrovství: 1901